# Spice (cantante)
Grace Latoya Hamilton (Saint Catherine, 6 de agosto de 1982), más conocida como Spice, es una cantante, compositora, productora discográfica, modelo y deejay jamaiquina

## Biografía
Grace Latoya Hamilton nació en 1982 en Portmore, parroquia de Saint Catherine. En 2000 se hizo famosa en el festival anual Sting.
En 2009 colabora con el cantante de dancehall Vybz Kartel en la canción "Ramping Shop". El sencillo alcanzó el puesto 76 en el Billboard Hot R&B/Hip-Hop Songs. A lo largo de su carrera ha colaborado con Beenie Man, Jimmy Cliff, Mavado, Elephant Man, Missy Elliott, Mýa, Busta Rhymes y muchos otros.
En diciembre de 2014 lanzó su primer extended play, So Mi Like It. En ese mismo año, interpretó a Candy en su primer largometraje teatral "Destiny".
También es una gran emprendedora. En mayo de 2019, lanzó Faces & Laces, una tienda de belleza en línea que inicialmente ofrecía una línea de pelucas. Más tarde ese año, se agregaron productos cosméticos a la línea de belleza.

## Discografía

### Mixtapes
- 2018: Captured

### Extended plays
- 2014: So Mi Like It

### Sencillos
- 2006: "Fight Over Man"
- 2008: "A Nuh Me"
- 2008: "Ramping Shop" (con Vybz Kartel)
- 2009: "Slim VS Fluffy" (con Pamputtae)
- 2010: "Back Broad"
- 2010: "Jim Screechie"
- 2010: "Fun (Remix)" (con Missy Elliott)
- 2010: "Hot Patty Wine"
- 2012: "Body Great"
- 2012: "The Holiday"
- 2012: "Why You Mad" (con Tifa)
- 2013: "Dun Wife"
- 2013: "Twerk"
- 2013: "Pon Top"
- 2013: "Come Inside"
- 2014: "So Mi Like It"
- 2014: "Like A Man"
- 2014: "Conjugal Visit" (con Vybz Kartel)
- 2015: "Bend Ova"
- 2015: "Back Bend"
- 2015: "Baby I Love You"
- 2015: "Needle Eye"
- 2015: "Sight & Wine"
- 2016: "Indicator"
- 2016: "Siddung"
- 2016: "Philosophy"
- 2017: "50 Shadez"
- 2017: "Long Division" (con I-Octane)
- 2017: "Indicator (Soca Remix)" (con Bunji Garlin)
- 2017: "Sheet"
- 2017: "Beef Patty"
- 2017: "No Worries" (con D'Angel)
- 2017: "Set Me Suh" (con Tiana)
- 2017: "Robot Wine"
- 2017: "Couple Up"
- 2017: "Ukku Wine" (con TC)
- 2017: "Receipt"
- 2018: "Tik Tak"
- 2018: "Duffle Bag"
- 2018: "Gum"
- 2018: "Yaaas Goodie"
- 2018: "Under Fire"
- 2018: "Stress Free"
- 2018: "Woi"
- 2018: "Down For Me" (con Doktor)
- 2018: "Black Hypocrisy"
- 2018: "Mahma Man"
- 2018: "Romantic Mood"
- 2018: "Cool It"
- 2018: "Mine Mine Mine"
- 2018: "Genie"
- 2019: "Trouble" (con Destra Garcia)
- 2019: "Weh Me Want" (con Mettal)
- 2019: "Rush"
- 2019: "Back Way" (con Vybz Kartel)
- 2019: "Pony" (con Big Narstie)
- 2019: "Bruck It" (con Jugglerz)
- 2019: "Tables Turn"
- 2020: "Rolling"
- 2020: "Walk Out" (junto a Cadenza & Ms Banks)

### Colaboraciones
- 2011: "Take Him Out" (Mýa con Spice)
- 2013: "Work It" (Touchless con Spice)
- 2016: "Nasty" (Kid Ink con Jeremih & Spice)
- 2017: "Bala" (Bacano Bootleg #1) (Lao Ra con Tony Montana Music & Spice)
- 2017: "You Don't Know Me" (Dre Skull Remix) (Jax Jones con RAYE & Spice)
- 2017: "Pull Up" (ZJ Elektra con Black Mattic, Dejour, Spice & Busy Signal)
- 2017: "Ororo" (3gga con Spice & T-SER)
- 2018: "Tick Tock Remix" (Dj Steel con Spice & Stylo G)
- 2018: "Slow Whine" (Jimmy 2Timez con Demetri, Fatboy SSE & Spice)
- 2018: "Imma Get It" (Tommie con Spice)
- 2019: "Dumpling" (Remix) (Stylo G con Sean Paul & Spice)
- 2019: "First Time" (Krept & Konan con Tory Lanez & Spice)
- 2020: "Nightclubs" (UFO Fev con Spice)